# Équipe d'Arménie masculine de basket-ball
Maillots
L'équipe d'Arménie masculine de basket-ball (arménien : Հ֡րրրրրարրրրրրespace, Hayastani basketboli azgayin havak'akan) est l'équipe nationale qui représente l'Arménie dans les compétitions internationales masculine de basket-ball. Elle est placée sous l'égide de la Fédération arménienne de basket-ball. L'équipe est affiliée à la FIBA depuis 1992.
Avant l'éclatement de l'ex-URSS, les joueurs arméniens portaient les couleurs de l'URSS. Après avoir obtenu son indépendance de l'Union soviétique, l'équipe nationale n'a participé à aucune compétition internationale avant le Championnat d'Europe des petits pays 2016, où elle a remporté la médaille d'or. L'Arménie remporterait à nouveau le tournoi en 2022.

## Résultats

### Palmarès
| Compétitions mondiales                             | Compétitions continentales                                                                  |
| -------------------------------------------------- | ------------------------------------------------------------------------------------------- |
| - Jeux olympiques - Néant - Coupe du monde - Néant | - EuroBasket - Néant - Championnat d'Europe des petits pays (2) - Vainqueur en 2016 et 2022 |

## Parcours aux Jeux olympiques
- 1992 : Non qualifiée
- 1996 : Non qualifiée
- 2000 : Non qualifiée
- 2004 : Non qualifiée
- 2008 : Non qualifiée
- 2012 : Non qualifiée
- 2016 : Non qualifiée
- 2020 : Non qualifiée
- 2024 : Non qualifiée

## Parcours aux Championnats du Monde
- 1994 : Non qualifiée
- 1998 : Non qualifiée
- 2002 : Non qualifiée
- 2006 : Non qualifiée
- 2010 : Non qualifiée
- 2014 : Non qualifiée
- 2019 : Non qualifiée
- 2023 : Non qualifiée

## Parcours en Championnat d'Europe
Voici le parcours  en Championnat d'Europe :
- 1993 : Non qualifiée
- 1995 : Non qualifiée
- 1997 : Non qualifiée
- 1999 : Non qualifiée
- 2001 : Non qualifiée
- 2003 : Non qualifiée
- 2005 : Non qualifiée
- 2007 : Non qualifiée
- 2009 : Non qualifiée
- 2011 : Non qualifiée
- 2013 : Non qualifiée
- 2015 : Non qualifiée
- 2017 : Non qualifiée
- 2022 : Non qualifiée

## Palmarès
- Vainqueur du Championnat d'Europe des petits pays en 2016 et 2022.

## Effectif en 2016
Le tableau suivant présente la liste des joueurs sélectionnés pour le EuroBasket Division C 2016 en Moldavie. 